# 小行星9093
小行星9093（英語：9093 Sorada）是一颗围绕太阳公转的小行星。1995年11月16日，小林隆男在大泉天文台发现了此天体。
这颗小行星的绝对星等为78.41882等。